# Władysław Mickiewicz
Władysław Józef Mickiewicz (ur. 23 czerwca 1838 w Paryżu, zm. 9 czerwca 1926 tamże) – polski księgarz, bibliotekarz, publicysta i działacz emigracyjny.

## Życiorys
Najstarszy syn i drugie dziecko Adama Mickiewicza i Celiny z Szymanowskich. Miał dwie siostry Marię i Helenę oraz trzech braci: Józefa, Aleksandra i Jana. W 1862 roku Władysław ożenił się z bliską kuzynką, Marią z Malewskich (ich matki były rodzonymi siostrami), córką Franciszka Malewskiego.
W 1863 brał udział w wyprawie na Żmudź.
Na emigracji był założycielem czasopisma na emigracji L’Espérance, które miało bronić sprawy narodów będących w niewoli. Publikował w niej tłumaczenia literatury polskiej m.in. Księgi pielgrzymstwa polskiego swojego ojca, Ulanę Józefa Ignacego Kraszewskiego, fragmenty Pamiątek starego szlachcica litewskiego Henryka Rzewuskiego, Wacława Dzieje Stefana Garczyńskiego i inne. Zajmował się promowaniem swojego pisma na terenach Polski pod zaborami oraz w innych krajach.
W 1864 ufundował słynną w tamtych czasach Księgarnię Luksemburską, mającą na celu promowanie dzieł polskich i Polski w języku francuskim i ojczystym. Głównym jej przedsięwzięciem stało się założenie Biblioteki Ludowej Polskiej, wzorca dla kolejnych polskich wydawnictw na emigracji.
W 1903 ufundował Muzeum Adama Mickiewicza w Paryżu, mieszczące się w gmachu Biblioteki Polskiej na Wyspie Świętego Ludwika.
W czasie I wojny światowej przebywał w Szwajcarii, gdzie wziął udział (m.in. z Henrykiem Sienkiewiczem i Ignacym Mościckim) w pracach Szwajcarskiego Komitetu Generalnego Pomocy Ofiarom Wojny w Polsce.
W 1922 został uhonorowany godnością doktora honoris causa Uniwersytetu Jagiellońskiego. 19 października 1924 w Paryżu wręczono mu dyplom honorowy korpusu weteranów polskich i potrójny Krzyż Walecznych.